# Kóti Árpád
Kóti Árpád (Bucsa, 1934. november 15. – Debrecen, 2015. április 26.) a Nemzet Színésze címmel kitüntetett, Kossuth- és Jászai Mari-díjas magyar színművész, érdemes és kiváló művész, a debreceni Csokonai Színház örökös tagja, Debrecen díszpolgára.

## Életút
1954-ben Kiskunfélegyházán, a Tanítóképző Testnevelési Szaktanítói tagozatán (Testnevelési Gimnázium), testnevelési-szaktanítói oklevelet szerzett.
Magyartanára, Illéssy István inspirációjára kezdett el versmondással foglalkozni. A megyei szavalóverseny megnyerése után Illéssy egyértelművé tette számára, hogy neki színésznek kell lennie. Ennek ellenére a színművészeti mellett a Testnevelési Főiskolára és a soproni erdőmérnöki karra is jelentkezett. Mindhárom helyre felvették. A színművészetit választotta, mivel azt gondolta, ott kell a legkevesebbet tanulni. Úgy lett a főiskola hallgatója, hogy előtte egyetlen színházi előadást sem látott. Később egy rostavizsgán kiesett a főiskoláról, így diplomát nem szerzett. Osztálytársai voltak olyan színészek mint Bodrogi Gyula, Törőcsik Mari vagy Margitai Ági.
Első szerződése szűkebb pátriája – Békés megye – alig egy éve alakult színházához kötötte. Két évadot töltött Békéscsabán, az Optimista tragédia konzul szerepében mutatkozott be a Jókai Színház közönségének. A premier időpontja: 1958. november 6..
1960-ban néhány társával együtt Egerbe szerződött. Itt az Úri muri Bolha Pista szerepében debütált.
Egy szezon után Veszprémbe költözött, a Petőfi Színházban, a Fogadósné című Goldoni-darabban ismerhette meg a közönség.
Egy évvel később már a szolnoki teátrum, a Szigligeti Színház tagja. A Tisza parti városban A tizenegyedik parancsolat című Mesterházi Lajos-drámában mutatkozott be.
Öt szezon alatt négy színházban játszott. A nagyobb feladatok reményében, 1963-tól már Debrecen a játszóhelye. 1963. szeptember 23-án láthatta először a cívis város közönsége. A Debreceni Csokonai Színházban, Lengyel György rendezte Shaw-darabot, a Szent Johannát. A címszereplő Tóth Judit, valamint a vidéki színjátszás nagyjai mellett, később országos hírnevet szerző fiatalok partnere lehetett, egy újabb epizódszerepben, La Hire kapitányt alakította.

A cívis városban – az előző évek tapasztalatai ellenére – váratlanul lehorgonyzott. Csak néhány kivétel erősítette a szabályt. Egy félszezonban Kaposváron, vendégként négyszer Egerben és néhány nyári szabadtéri (Gyula, Zsámbék, Szentendre) szerep megformálójaként találkozhattunk nevével más társulat, alkalmi formáció színlapján.
Debrecenben is elsősorban drámai karakterszerepek alakítója. Hat év után osztották rá az első főszerepet. Hasonló elosztásban kapott további címszerepeket (Ványa bácsi, Lear király,, Márton partjelző fázik, Dundo Moraje, Károli Gáspár).

Munkásságát több szakmai kitüntetéssel ismerték el. Általános vélemény: Kóti Árpád a legszebben, legtermészetesebben beszélő magyar színészek egyike. Mindezek ellenére – a vidéki művészpályát választók közül is – méltatlanul ritka alkalommal állhatott kamera elé. Néhány színházi felvétel mellett nem találkozhatunk nevével a Magyar Rádió, illetve a Magyar Televízió archívumában.

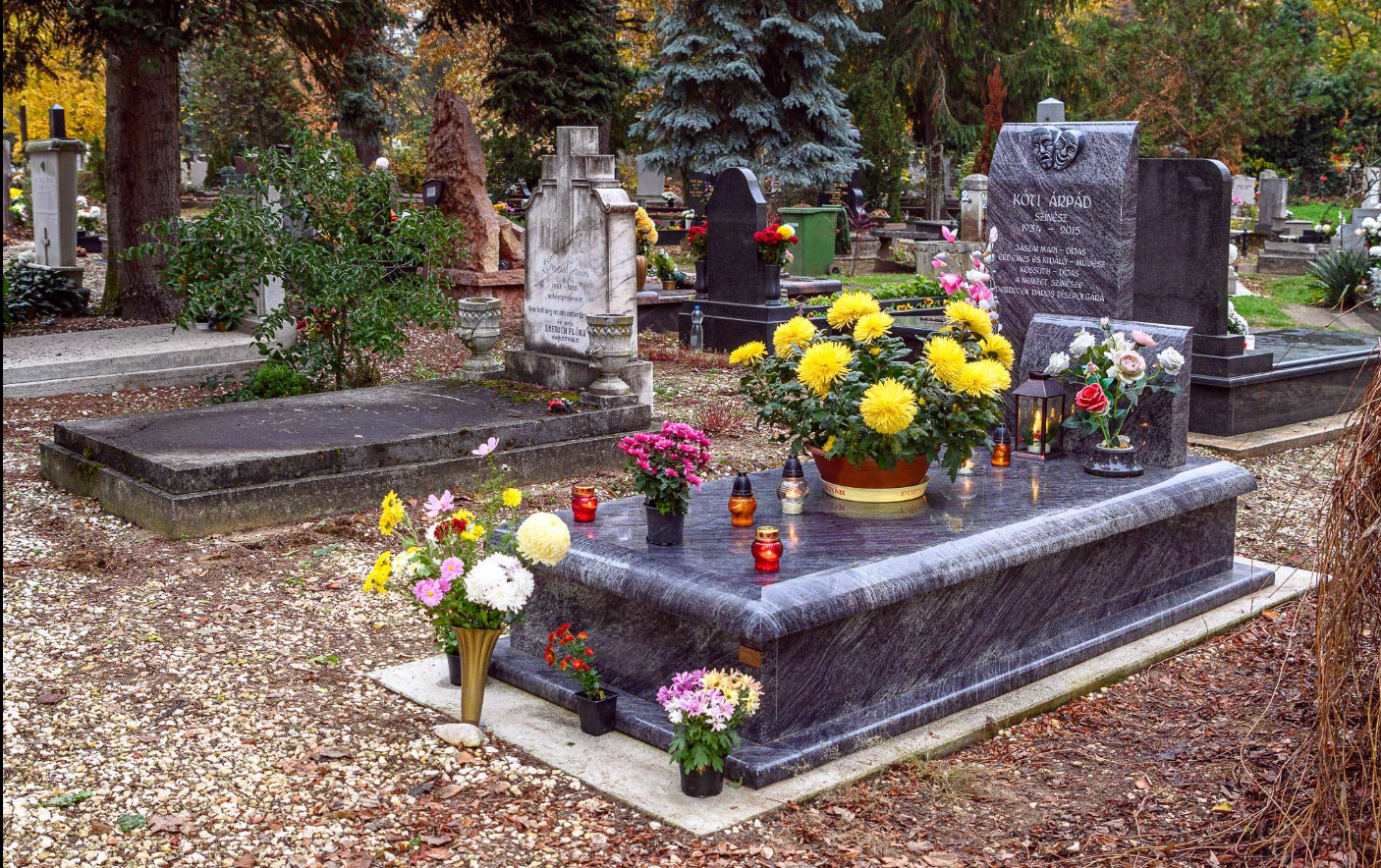
Kóti Árpád sírja a Debreceni Köztemetőben.

2011. május 2-án a Budapesten, a Thália Színházban vendégszerepelt a Csokonai Színház társulata. A Rivalda Fesztivál keretében, a 2011-es POSZT-ra is beválogatott Revizor volt műsoron. A közönséget és a kritikát is megosztó előadásban, Kóti Árpád a szolga szerepében brillírozott. Koltai Tamás így írt az alakításról:

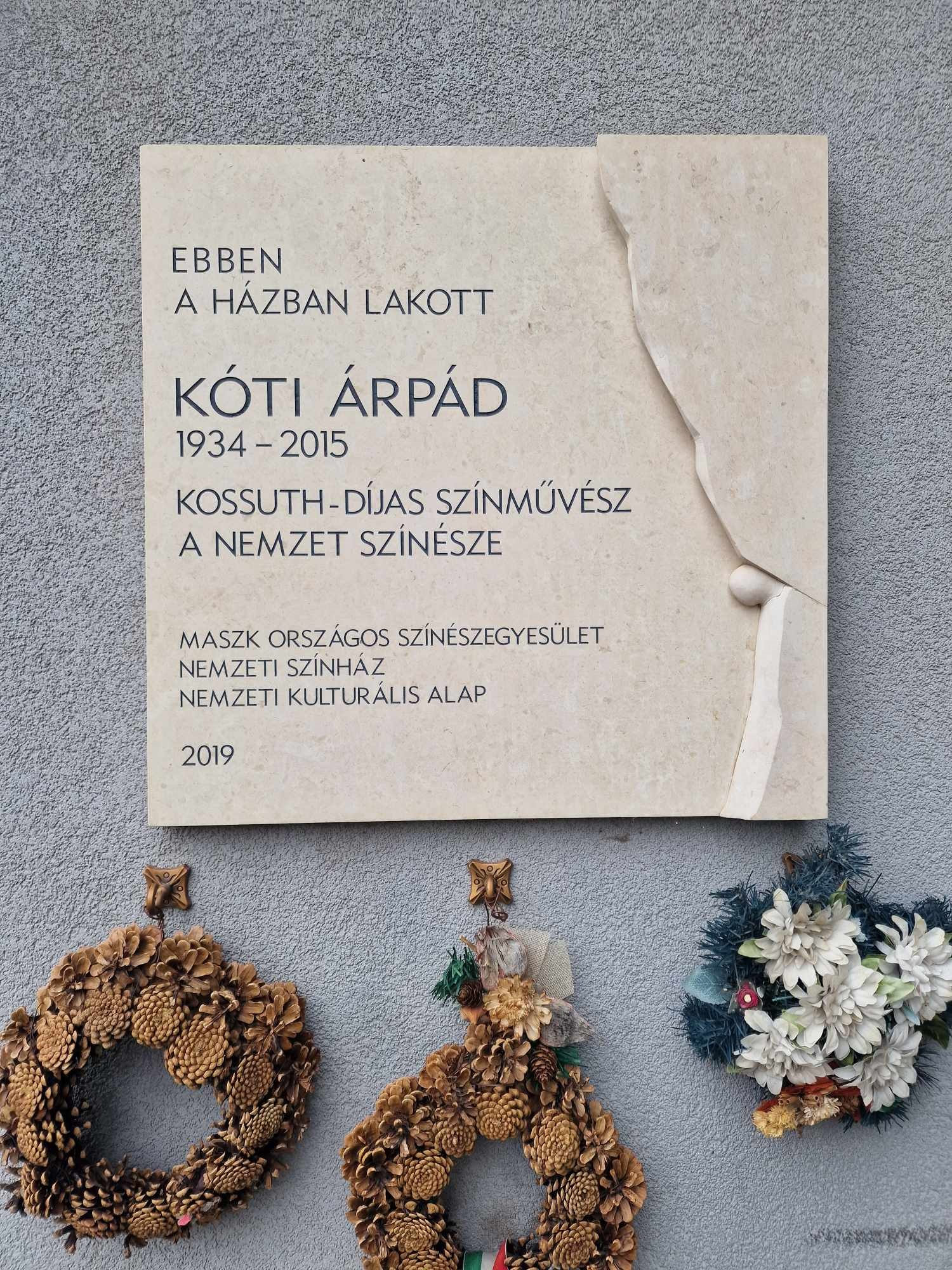
Emléktábla a színész Debreceni otthonának falán.

2014. december 1-jén a nemzet színészévé választották Gera Zoltán helyére.
2015. április 11-én a Debrecen díszpolgárává választották.
2015. április 26-án Debrecenben 81. évében elhunyt.
2015. május 8-án kísérték utolsó útjára családja, barátai, művésztársai a debreceni Nagyerdei köztemetőben.
2019 novemberében, emlékére emléktáblát avattak egykori debreceni lakóhelyén.

## Szerepeiből

### Színház
Békéscsaba
- - Lehár Ferenc: Mosoly országa (1958 – Gáti Sándor – Lichtenfels gróf)
  - Ray Lawler: A tizenhetedik baba nyara (1959 – Sprok György – Johnie Dawd)
  - Bertolt Brecht: Koldusopera (1960 – Csajági János – Koldus)

Eger
- - Shaw: Szent Johanna (1960 – Horváth Jenő – Ladvenu)
  - Darvas József: Hajnali tűz (1961 – Horváth Jenő – Géza)

Veszprém
- - Kálmán Imre: Montmartre-i ibolya (1962 – Bencze Zsuzsa – Durand)
  - Shakespeare: Vízkereszt, vagy amit akartok (1962 – Zólyom György – Fábián)

Szolnok
- - Molière: Tartuffe (1962 – Poós Sándor – Rendőrtiszt)
  - Tokaji György: Madárijesztő (1963 – Várady György – Pál)
- Kaposvár
  - Romain Rolland: Farkasok (1973 – Komor István – Quesnel)
  - Bertolt Brecht: Kurázsi mama (1973 – Babarczy László – Szakács)

Debrecen
- Tersánszky Józsi Jenő: Kakukk Marci (1963 – Ruszt József – Sustik)
- Tennessee Williams: A vágy villamosa (1964 – Ruszt József – Steve)
- Müller Péter: Márta (1965 – Ruszt József – Sanyi)
- Katona József: Bánk bán (1965 – Lengyel György – Simon bán)
- Csehov: Sirály (1966 – Lengyel György – Samrajov)
- Visnyevszkij: Optimista tragédia (1966 – Giricz Mátyás – Ragyás)
- Raffai Sarolta: Egy szál magam (1969 – Fényes Márta – Vidner)
- Fazekas Mihály–Móricz Zsigmond: Lúdas Matyi (1969 – Fényes Márta – címszerep)
- O’Neill: Hosszú az út az éjszakába (1969 – Ruszt József – ifj. James Tyrone)
- Németh László: Erzsébet-nap (1971 – Szász Károly – Varga Pali)
- Ajtmatov: Út a Fudzsijámára (1974 – Félix László – Doszbergen Musztafajev)
- Sarkadi Imre: Szeptember (1975 – Orosz György – Pali)
- Tamási Áron: Énekes madár (1976 – Gali László – Bakk Lukács)
- Szakonyi Károly: Hongkongi paróka (1977 – Rencz Antal – Sas Béni)
- Sarkadi Imre: Oszlopos Simeon (1981 – Balogh Gábor – Kis János)
- Csehov: Ványa bácsi (1983 – Léner Péter – címszerep)
- Dosztojevszkij: Karamazov testvérek (1985 – Gali László – Fjodor)
- Vörösmarty Mihály: Csongor és Tünde (1986 – Gergely László – Balga)
- Shakespeare: Hamlet (1986 – Gali László – Polonius)
- Strindberg: Haláltánc (1988 – Horváth Z. Gergely – Kurt)
- Heltai Jenő: A néma levente (1989 – Seregi László – Mátyás király)
- Dürrenmatt: Fizikusok (1991 – Giricz Mátyás – Richard Voss)
- Sütő András: Pompás Gedeon (1993 – Parászka Miklós – Bakter)
- Pinter: Hazatérés (1994 – Árkosi Árpád – Max)
- Hašek: Svejk (1995 – Pinczés István – Katz)
- Szakonyi Károly: Ítéletnapig (1997 – Jámbor József – Őr)
- Hamvai Kornél: Márton partjelző fázik (1999 – Pinczés István – címszerep)
- Háy János: Gázagyerek (2001 – Pinczés István – Herda Pityu)
- Szabó Magda: Kiálts, város! (2001 – Meczner János – Hodászi Lukács)
- Sartre: Sartre (2003 – Gárdos Péter – Salomon)
- Csehov: Cseresznyéskert (2003 – Galgóczy Judit – Firsz)
- Shakespeare: Lear király (2006 – Árkosi Árpád – címszerep)
- Szőcs Géza: Liberté ‘56 (2006 – Vidnyánszky Attila – Kocsmáros
- Marin Držić: Dundo Moraje (2008 – Vidnyánszky Attila – címszerep)
- Tóth-Máthé Miklós: Én, Károli Gáspár (2009 – Árkosi Árpád – címszerep)
- Shakespeare: A makrancos hölgy (2010 – Szergej Maszlobojscsikov – Nemesúr; Baptista Minola; Szabó)
- Gogol: Revizor (2011 – Vladiszlav Troickij – Szolga[Mj. 5])
- Szabó Magda: Régimódi történet (2013 - Csíkos Sándor - Koporsós)
- Móricz Zsigmond-Kocsák Tibor-Miklós Tibor: Légy jó mindhalálig (2013 - Várhalmi Illona - Pósalaky, öreg vak úr[13]

### Film
- Tűzoltó utca 25. (1973)
- Holnap lesz fácán (1974)
- Talpuk alatt fütyül a szél (1976)
- Ponyvapotting (2000)
- A szabadságharc fővárosa (2000)
- Liberté ‘56 (2007)
- A rögöcsei csoda (2013)

### Televízió
- Kántor (1976)
- Megtörtént bűnügyek (1977)
- A piac (1983), Hronyecz
- Ábel az országban (1994)
- Kisváros (1996)

## Kitüntetései, díjai
- Debrecen Város Csokonai-díja (1977, 2006)[14]
- Jászai Mari-díj (1978)
- Érdemes művész (1985)
- Aase-díj (1990)
- A Magyar Köztársasági Érdemrend kiskeresztje (1995)
- Kortárs Művészeti-díj (1996)
- Horváth Árpád-díj (1999)
- Kiváló művész (2001)
- POSZT A legjobb epizódszereplő díja[Mj. 6] (2002)
- Debrecen Kultúrájáért (2005)
- Kossuth-díj (2014)
- A Nemzet Színésze (2014)
- Debrecen díszpolgára (2015)